# Xã Manor, Quận Armstrong, Pennsylvania
Xã Manor (tiếng Anh: Manor Township) là một xã thuộc quận Armstrong, tiểu bang Pennsylvania, Hoa Kỳ. Năm 2010, dân số của xã này là 4.227 người.